# 中國文化大學華語中心
中國文化大學華語中心（Mandarin Learning Center，縮寫 MLC），隸屬於中國文化大學推廣教育部。

## 概要
華語中心成立於1992年，隸屬於中國文化大學的華語中心（Mandarin Learning Center，MLC），位於文大推廣部大夏館大樓內，鄰近大安森林公園，主要面向外籍學習者提供學習資源及讀書環境，學生以亞洲為占大多數，其次為美洲、歐洲及紐澳學生。

## 設備
MLC華語中心設有一般教室，與多種數位學習設備，並有數位學習中心提供網路與電腦的教學使用。

## 課程
MLC使用漢語拼音兩種拼音系統教授中文，團體課程分為密集班與一般班。
| 華語中心課程 | 密集華語課程                       |
| 華語中心課程 | TCSL華語師資培訓課程               |
| 華語中心課程 | 兒童華語夏令營                     |
| 華語中心課程 | 青年華語夏令營                     |
| 華語中心課程 | 在職華語進修                       |
| 華語中心課程 | 企業外派華語課程                   |
| 華語中心課程 | 個人與華語小班教學                 |
| 華語中心課程 | 華語能力測驗（页面存档备份，存于） |

## 教材
中國文化大學華語中心使用《時代華語》，《思想與社會》，《迷你廣播劇》，《華語文能力測驗關鍵詞彙系列(進階版)》，《各行各業說中文》等教科書。